# Chicken Casey
Chicken Casey er en amerikansk stumfilm fra 1917 af Raymond B. West.

## Medvirkende
- Dorothy Dalton som Chicken Casey / Mavis Marberry.
- Charles Gunn som Everett Hale.
- Howard Hickman som Dickey Cochran.
- Tom Guise som Israel Harris.